# 미나미구 (구마모토시)
미나미구(일본어: 南区)는 일본 구마모토현 구마모토시의 행정구이다.

## 교통

### 철도
- 규슈 여객철도
  - 가고시마 본선: 니시쿠마모토역 - 가와시리역 - 도미아이역

- 구마모토 전기철도
  - 후지사키선
  - 기쿠치선

### 도로
- 국도 3호선
- 국도 57호선
- 국도 266호선
- 국도 501호선